# Estado de cunho

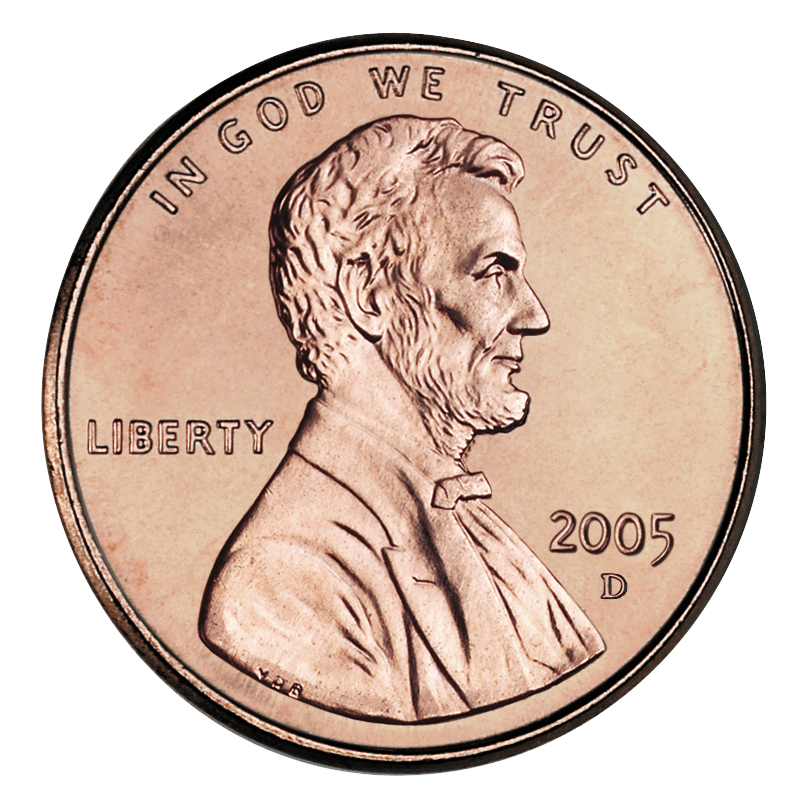
Um centavo de dólar em perfeito estado de conservação

Estado de cunho, não circulada, ou flor de cunho é um termo normalmente usado no meio numismático para moedas que não foram colocadas em circulação e são descritas como nova. Nos dias modernos, moedas não circuladas são classificadas por uma pontuação de 60 até 70, onde 70 é uma moeda em perfeito estado de conservação. Moedas com baixa pontuação (60-63) são menos valorizadas, sofrendo uma queda de valor de mercado.
- MS-64 - Deverá ter uma cunhagem perfeitamente nítida;
- MS-66 - Idem a MS-65 - porém superior no conjunto;
- MS-67 - Cunhagem plena

"Uma moeda não necessita estar com a cunhagem plenamente perfeita para estar graduada na MS-65" (Bill Fivaz)